# Pavia Foot Ball Club 1922-1923
Questa voce raccoglie le informazioni riguardanti il Pavia Foot Ball Club nelle competizioni ufficiali della stagione 1922-1923.

## Stagione
Nella stagione 1922-1923 il Pavia disputa il girone A del campionato di Seconda Divisione Nord, con 12 punti si piazza in quarta posizione di classifica.

## Rosa
| N. |                   | Ruolo | Calciatore        |
| -- | ----------------- | ----- | ----------------- |
|    | Italia (bandiera) | C     | Bergogni          |
|    | Italia (bandiera) | C     | Bertolini         |
|    | Italia (bandiera) | D     | Bonetto           |
|    | Italia (bandiera) | A     | Bosi              |
|    | Italia (bandiera) | P     | Cagnola           |
|    | Italia (bandiera) | A     | Cambi             |
|    | Italia (bandiera) | A     | Cambieri          |
|    | Italia (bandiera) | D     | Giovanni Cattaneo |
|    | Italia (bandiera) | C     | Ferrari           |
|    | Italia (bandiera) | A     | Frea              |
|    | Italia (bandiera) | D     | Giola             |
|    | Italia (bandiera) | D     | Massazza          |

| N. |                   | Ruolo | Calciatore               |
| -- | ----------------- | ----- | ------------------------ |
|    | Italia (bandiera) | A     | Palmiro Luigi Pastorelli |
|    | Italia (bandiera) | A     | Piazza                   |
|    | Italia (bandiera) | A     | Piero Redaelli           |
|    | Italia (bandiera) | C     | Piero Ragaglia           |
|    | Italia (bandiera) | D     | Ravazzoli                |
|    | Italia (bandiera) | D     | Remotti                  |
|    | Italia (bandiera) | C     | Riccardi                 |
|    | Italia (bandiera) | P     | Luigi Silvani            |
|    | Italia (bandiera) | A     | Dino Turri               |
|    | Italia (bandiera) | D     | Arnaldo Vigorelli        |
|    | Italia (bandiera) | C     | Antonio Villani          |

## Statistiche

### Statistiche di squadra
| Competizione      | Punti | In casa | In casa | In casa | In casa | In casa | In casa | In trasferta | In trasferta | In trasferta | In trasferta | In trasferta | In trasferta | Totale | Totale | Totale | Totale | Totale | Totale | DR |
| Competizione      | Punti | G       | V       | N       | P       | Gf      | Gs      | G            | V            | N            | P            | Gf           | Gs           | G      | V      | N      | P      | Gf     | Gs     | DR |
| ----------------- | ----- | ------- | ------- | ------- | ------- | ------- | ------- | ------------ | ------------ | ------------ | ------------ | ------------ | ------------ | ------ | ------ | ------ | ------ | ------ | ------ | -- |
| Seconda Divisione | 12    | 7       | 5       | 0       | 2       | 14      | 7       | 7            | 0            | 2            | 5            | 5            | 14           | 14     | 5      | 2      | 7      | 19     | 21     | -2 |

### Statistiche dei giocatori
| Giocatore       | Seconda Divisione | Seconda Divisione |
| Giocatore       | Presenze          | Reti              |
| --------------- | ----------------- | ----------------- |
| Bergogni        | 3                 | 0                 |
| Bertolini       | 12                | 4                 |
| Bonetto         | 2                 | 0                 |
| Bosi            | 12                | 1                 |
| Cagnola         | 5                 | -10               |
| Cambi           | 2                 | 0                 |
| Cambieri        | 4                 | 0                 |
| G. Cattaneo     | 1                 | 0                 |
| Ferrari         | 2                 | 0                 |
| Frea            | 2                 | 0                 |
| Giola           | 4                 | 0                 |
| Massazza        | 1                 | 0                 |
| P.L. Pastorelli | 14                | 5                 |
| Piazza          | 2                 | 0                 |
| Redaelli        | 3                 | 0                 |
| P. Ragaglia     | 12                | 2                 |
| Ravazzoli       | 8                 | 0                 |
| Remotti         | 11                | 0                 |
| Riccardi        | 10                | 1                 |
| L. Silvani      | 9                 | -11               |
| D. Turri        | 2                 | 0                 |
| A. Vigorelli    | 3                 | 0                 |
| A. Villani      | 4                 | 0                 |